# Bantia
Bantia, es un género de las mantis, de la familia Thespidae, del orden Mantodea. Tiene 10 especies reconocidas científicamente.

## Especies
- Bantia chopardi
- Bantia fusca
- Bantia marmorata
- Bantia meizi
- Bantia michaelisi
- Bantia nana
- Bantia pygmea
- Bantia simoni
- Bantia werneri
- Bantia yotocoensis